# Mindaugas Oemaras
Mindaugas Oemaras (Kaunas, 1 juli 1968) is een voormalig Litouws wielrenner. 
Oemaras won tijdens de Olympische Zomerspelen 1988 samen met zijn ploeggenoten de gouden medaille op de ploegenachtervolging. Oemaras kwam alleen in actie in de kwartfinale en reed met zijn ploeggenoten een wereldrecord. Deze gouden medaille haalde Oemaras samen met zijn broer Gintautas

## Resultaten

### Baan
| Jaar | WK | Olympische Zomerspelen   |
| ---- | -- | ------------------------ |
| 1988 |    | ploegenachtervolging     |
| 1996 |    | 11e ploegenachtervolging |

### Weg
1991
1e etappe Ronde van Colombia